# 安柏土邦
安柏土邦（乌尔都语/波斯语: ریاست امب, 罗马化: Riyasat-e-Amb) 非正式名称为安柏王国，是一个英属印度和巴基斯坦的土邦。在今天的巴基斯坦开伯尔-普赫图赫瓦省。它是由塔诺利家族统治的一个部落。他们在19世纪40年代屈从于英国殖民统治。 在印巴分治之后的1947年12月底，时任安柏土邦的纳瓦布莫哈末·法立·汗·塔诺利宣布该土邦在保留内部自治的情况下加入巴基斯坦。
直到1969年法立去世后，安柏土邦被并入西北边境省（今天的开伯尔-普赫图赫瓦省）。
安柏土邦是以巴基斯坦的安柏镇命名的。1974年，该土邦正式废除。